# Granholmen (vid Nordvik, Kimitoön)
För andra betydelser, se Granholmen (olika betydelser).
Granholmen är en ö i Finland. Den ligger i Skärgårdshavet och i kommunen Kimitoön i den ekonomiska regionen  Åboland i landskapet Egentliga Finland, i den sydvästra delen av landet. Ön ligger omkring 36 kilometer söder om Åbo och omkring 130 kilometer väster om Helsingfors.
Öns area är 14,3 hektar och dess största längd är 0,5 kilometer i sydöst-nordvästlig riktning.